# Émirat du Nedjd et du Hassa
1902–1921
Entités précédentes :
- Émirat de Haïl

Entités suivantes :
- Sultanat du Nedjd

L'émirat du Nedjd et du Hassa (communément appelé simplement Nedjd) fut la première incarnation du troisième État saoudien, qui exista de 1902 à 1921. Les historiens se sont également référés à lui sous le nom d'émirat de Riyad. Il s'agissait d'une monarchie dirigée par la maison al Saoud. L'État fut formé après que les forces saoudiennes eurent pris le contrôle de Riyad, précédemment aux mains de l'émirat de Haïl dirigé par la maison al Rachid, pendant la bataille de Riyad.